# 京滋バイパス

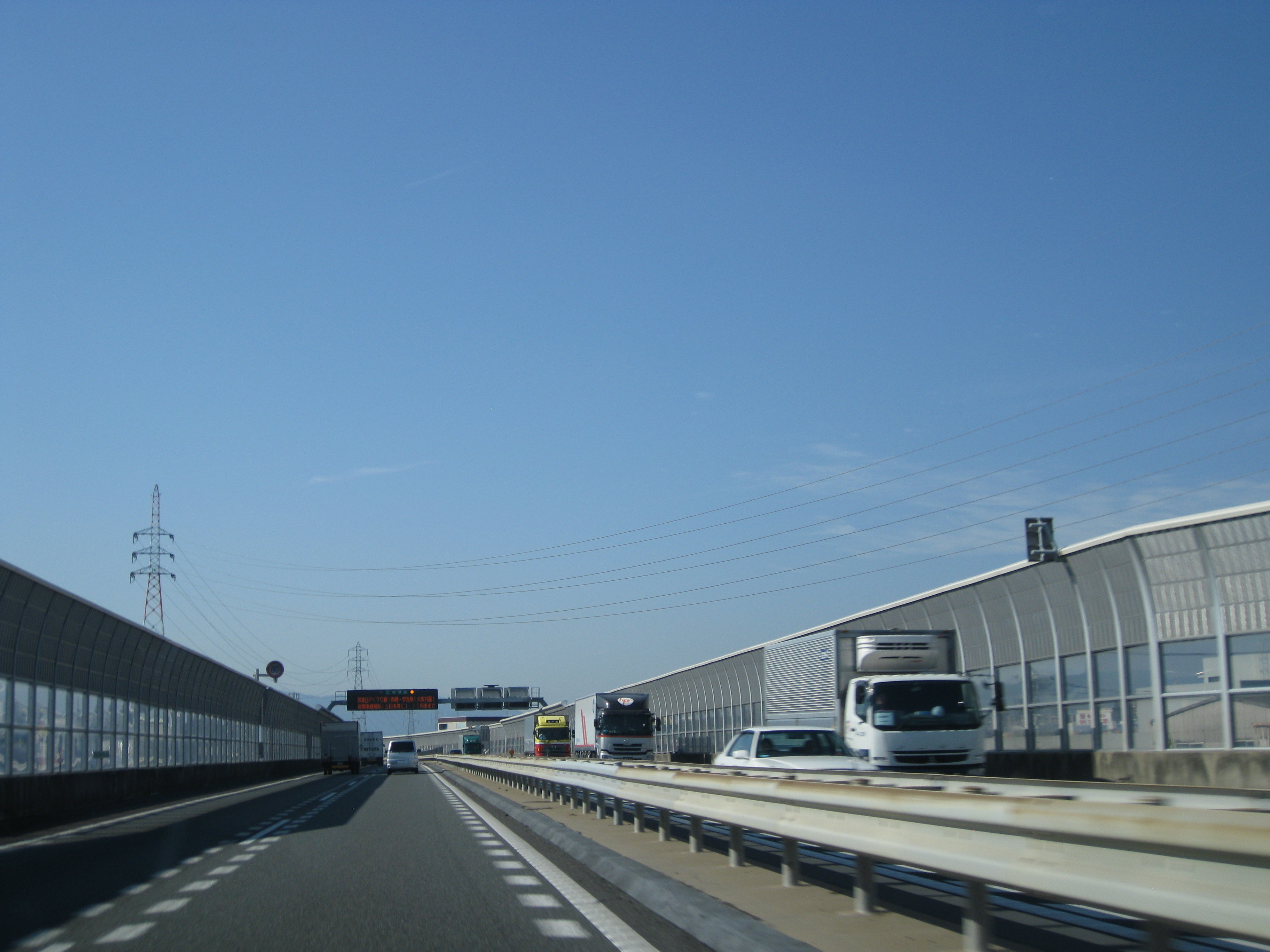
下り線宇治西IC付近

京滋バイパス（けいじバイパス、英語: KEIJI BY-PASS）は、滋賀県草津市から京都府乙訓郡大山崎町に至る一般国道1号・24号・478号のバイパス道路である。
一般道路と高速道路（自動車専用道路および高速自動車国道）に分かれる。

## 一般道路
石山IC - 宇治西IC間の山岳部以外の部分については地域交通を担う道路として一般道（側道）が整備されている。
宇治西IC付近 - 大久保バイパス交点までの区間は国道24号、瀬田東IC - 石山寺三丁目交点及び大久保バイパス交点 - 国道1号枚方バイパス交点までの区間は国道1号としてそれぞれ指定を受けている。
なお、国道24号交点 - 宇治市隼上り間については、宇治市道莵道槇島線として指定されている。

### 供用区間
- 滋賀県草津市（起点） - 大津市石山寺3
- 京都府宇治市（宇治東IC） - 久世郡久御山町（終点）

### 交差する道路
- 上側が起点側、下側が終点側。左側が上り側、右側が下り側。

| 交差する道路                                                                          | 交差する道路                                                                          | 交差する場所 | 交差する場所 | 交差する場所   | 路線番号 | 起点から (km) |
| ------------------------------------------------------------------------------------- | ------------------------------------------------------------------------------------- | ------------ | ------------ | -------------- | -------- | ------------- |
| 国道1号（国道8号重複） 四日市方面                                                     |                                                                                       |              |              |                |          |               |
| 国道1号（国道8号重複）                                                                | -                                                                                     | 滋賀県       | 草津市       | 新矢倉         | 国道1号  |               |
| 県道43号平野草津線                                                                    | 県道43号平野草津線                                                                    | 滋賀県       | 草津市       | 野路中央       | 国道1号  |               |
| 京滋バイパス（有料道路） 30-2 瀬田東 名神高速道路 30-2 瀬田東 県道2号大津能登川長浜線 | 京滋バイパス（有料道路） 30-2 瀬田東 名神高速道路 30-2 瀬田東 県道2号大津能登川長浜線 | 滋賀県       | 大津市       | -              | 国道1号  |               |
| 県道16号大津信楽線                                                                    | 県道16号大津信楽線                                                                    | 滋賀県       | 大津市       | 瀬田南         | 国道1号  |               |
| 県道106号千町石山寺辺線                                                               | 県道106号千町石山寺辺線                                                               | 滋賀県       | 大津市       | 石山寺三丁目   | 国道1号  |               |
| 不通区間                                                                              |                                                                                       |              |              |                |          |               |
| 国道24号 京都方面                                                                     | 府道69号城陽宇治線                                                                    | 京都府       | 宇治市       |                | 国道24号 |               |
| 京滋バイパス（有料道路） 5 宇治西                                                     | 京滋バイパス（有料道路） 5 宇治西                                                     | 京都府       | 宇治市       | -              | 国道24号 |               |
| 京滋バイパス（有料道路） 6 巨椋                                                       | 京滋バイパス（有料道路） 6 巨椋                                                       | 京都府       | 宇治市       | -              | 国道24号 |               |
| -                                                                                     | 国道24号〈大久保バイパス〉奈良方面                                                    | 京都府       | 久御山町     |                | 国道24号 |               |
| -                                                                                     | 国道24号〈大久保バイパス〉奈良方面                                                    | 京都府       | 久御山町     | 国道1号        |          |               |
| 国道1号〈第二京阪道路〉                                                               | 国道1号〈第二京阪道路〉                                                               | 京都府       | 久御山町     | 大内           |          |               |
| 国道1号〈枚方バイパス〉                                                               | 国道1号〈枚方バイパス〉                                                               | 京都府       | 久御山町     | 京滋バイパス森 |          |               |
| 国道478号〈京都第二外環状道路〉                                                       |                                                                                       |              |              |                |          |               |

### 道路管理者
国土交通省
- 近畿地方整備局滋賀国道事務所草津維持出張所（滋賀県内）
- 近畿地方整備局京都国道事務所京都第一維持出張所（京都府内）

### 交通量
24時間交通量（平成17年度道路交通センサス）
| 滋賀県 - 草津市東矢倉3丁目 : 41,137 | 京都府 - 久世郡久御山町森字大内 : 35,493 |

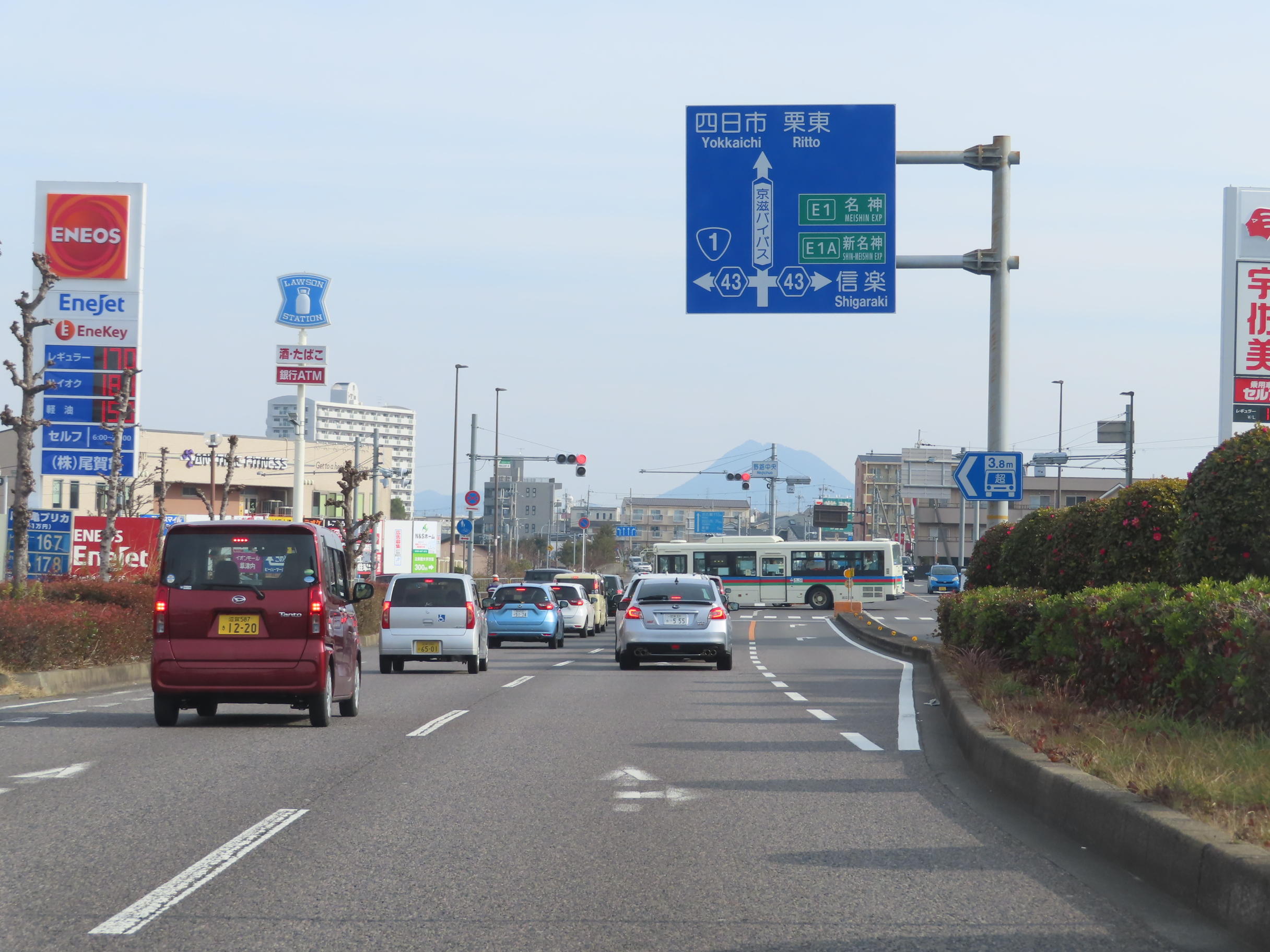
草津市野路中央交差点
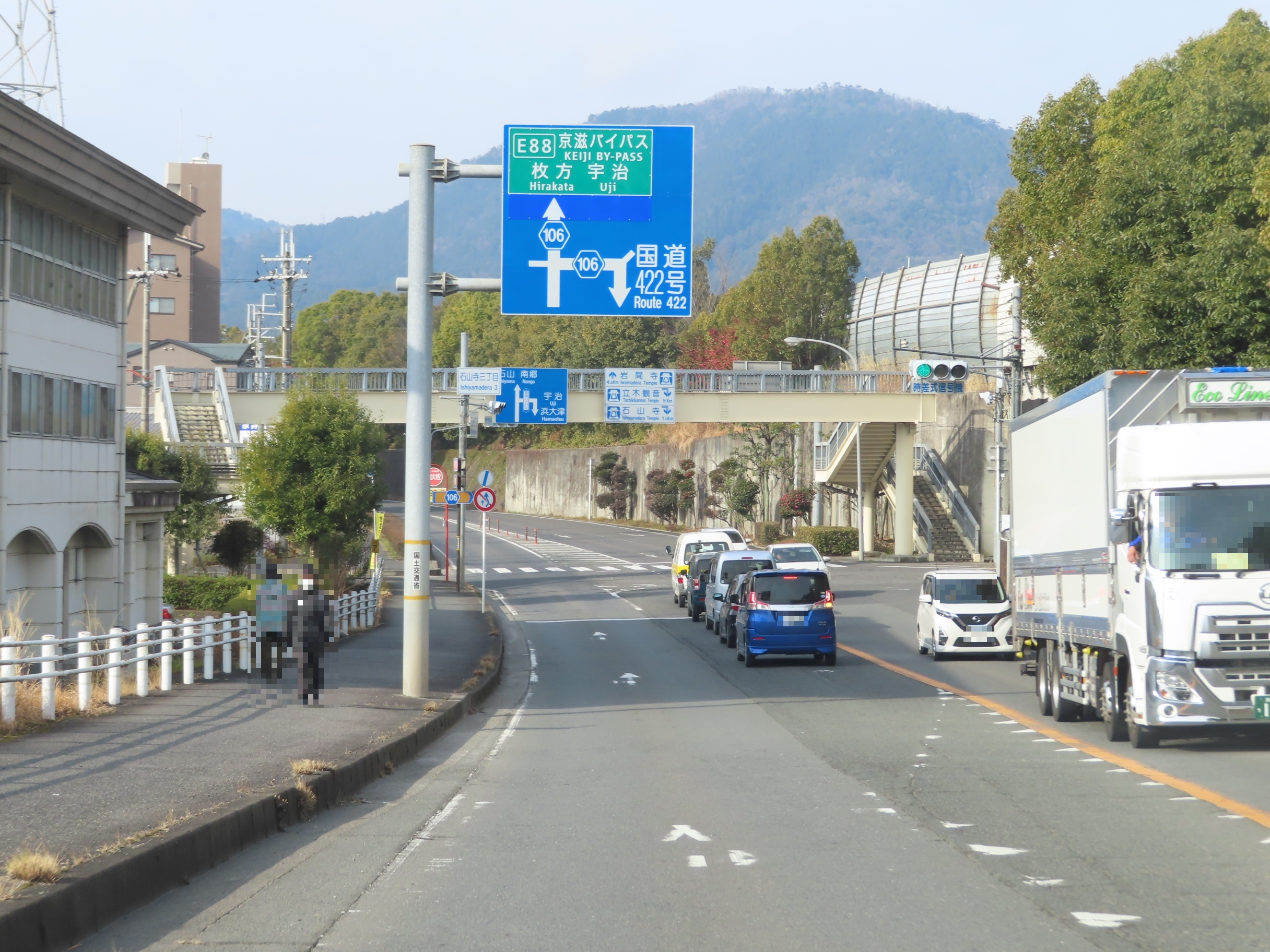
大津市石山寺三丁目交差点。この交差点以降、宇治市までは京滋バイパス一般部としては未開通。

## 高速道路(自動車専用道路および高速自動車国道)

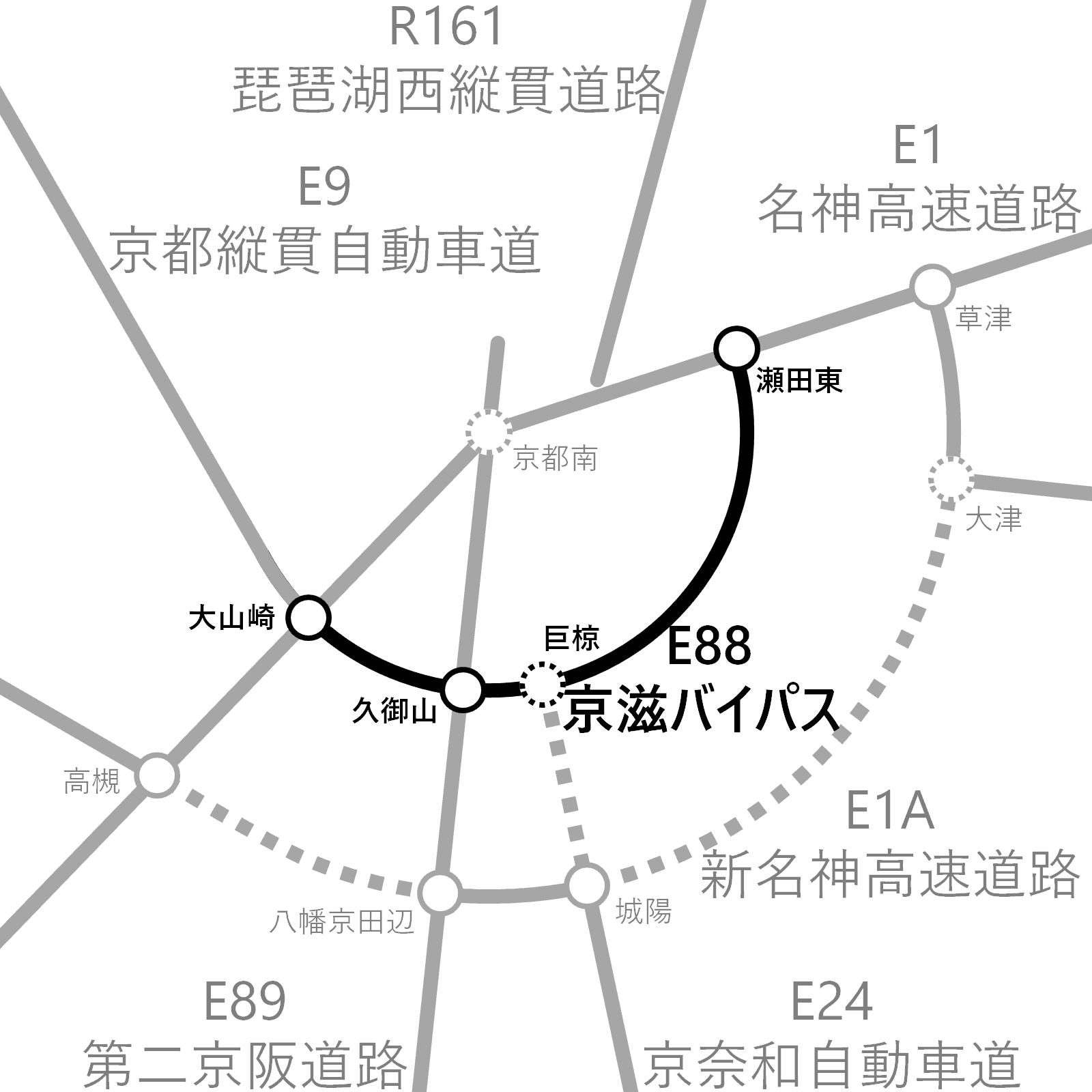
京滋バイパス沿線の主な道路・ジャンクション（点線は調査中または整備中）

両端で名神高速道路に接続しており、大津・京都の市街を迂回するだけではなく、久御山JCTで接続する第二京阪道路と合わせて名神高速道路を補完する道路としての役割も兼ね備えている。
高速道路ナンバリングによる路線番号は、「E88」が割り振られている。
計画当初の京滋バイパスは、瀬田東IC - 巨椋ICであり、純粋に大津市街・京都市街を迂回する役割のみを担う国道1号のバイパスとしての位置付けであった。
その後の計画で、名神高速道路の渋滞緩和と京都府の環状道路の機能を持つ道路づくりの必要性から、国道9号バイパスであった京都丹波道路と京滋バイパスを結ぶ路線、京都第二外環状道路が計画され、瀬田東JCTと大山崎JCTで名神高速道路と接続するようにした。京都丹波道路を含む京都縦貫自動車道と京都第二外環状道路は国道478号に指定され、一貫した整備が続けられた。ただし京都第二外環状道路のうち、久御山淀IC - 大山崎JCTは名神高速道路の改築事業として建設された。
以上の経緯のため、事業路線名は以下の3つに分かれる。
- 瀬田東IC/JCT - 久御山IC : 一般国道1号京滋バイパス（地域高規格道路）
- 久御山IC - 久御山淀IC : 一般国道478号京都第二外環状道路（京都縦貫自動車道・国土交通大臣指定に基づく高規格幹線道路（一般国道の自動車専用道路））
- 久御山淀IC - 大山崎JCT : 中央自動車道西宮線（高速自動車国道、名神高速道路大山崎支線）

2003年8月10日に大山崎JCT - 久御山JCTが開通し、これにより瀬田東JCT - 大山崎JCTは名神高速道路と京滋バイパスの2ルート化が完成した。道路名では、利用者の分かりやすさおよび連続性から、大山崎JCT - 瀬田東JCTにおいて京滋バイパスとされた。また、それまで名神高速道路栗東方面から京滋バイパスに入るには瀬田東ICの出口料金所でそれまでの通行料金を支払ってから京滋バイパスに流入し、南郷ICまたは南郷本線料金所で京滋バイパスの通行料金を支払っていたが、瀬田東ICが直結化されて瀬田東JCTとなり、同時に南郷本線料金所が廃止されて名神高速道路と同一の料金体系に組み込まれることになった。そのため、瀬田東ICから京滋バイパスを利用した場合を除き、大山崎JCT-瀬田東JCT間は京滋バイパス経由でも名神高速道路経由として取り扱われ、通行料金も同額である。名神高速道路ETC割引制度の対象道路としても、大都市近郊区間であり早朝夜間割引・深夜割引が適用される。

### 概要
- 起点 : 滋賀県大津市瀬田大江町
- 終点 : 京都府乙訓郡大山崎町円明寺
- 全長 : 約27 km
- 車線 : 4車線
- 最高速度 : 80 km/h

### 通過する自治体
- 滋賀県
  - 大津市
- 京都府
  - 宇治市 - 久世郡久御山町 - 京都市（伏見区） - 八幡市 - 乙訓郡大山崎町

### インターチェンジなど
- 久御山淀IC - 大山崎JCT間は、厳密には名神高速道路の一部で、「名神高速道路 大山崎支線」である。
- キロポスト (KP) は国道15号経由国道1号からの連続した距離が設置されている。
- IC番号欄の背景色が■である区間は既開通区間に存在する。
施設欄の背景色が■である区間は未開通区間または未供用施設に該当する。
- 路線名の特記がないものは市道。
- バスストップ (BS) のうち、○/●は運用中、◆は休止中の施設。無印はBSなし。
- 英略字は以下の項目を示す。
IC：インターチェンジ、JCT：ジャンクション、TB：本線料金所、BS：バスストップ

| IC 番号                                   | 施設名     | 接続路線名                                                          | 起点 から (km) | BS | 備考                      | 所在地        | 所在地          |
| ----------------------------------------- | ---------- | ------------------------------------------------------------------- | -------------- | -- | ------------------------- | ------------- | --------------- |
| 30-2                                      | 瀬田東JCT  | E1 名神高速道路                                                     | 479.3          | -  | 米原方面⇔宇治方面のみ接続 | 滋賀県 大津市 | 滋賀県 大津市   |
| 30-2                                      | 瀬田東IC   | 国道1号 県道2号大津能登川長浜線                                     | 479.5          |    |                           | 滋賀県 大津市 | 滋賀県 大津市   |
| 1                                         | 石山IC     | 県道106号千町石山寺辺線                                             | 482.6          |    | 大山崎JCT方面出入口       | 滋賀県 大津市 | 滋賀県 大津市   |
| 2                                         | 南郷IC     | 県道3号大津南郷宇治線                                               | 486.9          |    | 瀬田東JCT方面出入口       | 滋賀県 大津市 | 滋賀県 大津市   |
| -                                         | 南郷TB     | -                                                                   | 486.9          | -  | 2003年3月30日廃止         | 滋賀県 大津市 | 滋賀県 大津市   |
| 3                                         | 笠取IC     |                                                                     | 489.2          |    | 大山崎JCT方面出入口       | 京都府        | 宇治市          |
| 4                                         | 宇治東IC   | 府道7号京都宇治線                                                   | 493.9          |    | 瀬田東JCT方面出入口       | 京都府        | 宇治市          |
| 5                                         | 宇治西IC   | 国道24号 府道69号城陽宇治線                                         | 497.0          |    |                           | 京都府        | 宇治市          |
| 6                                         | 巨椋IC     | 国道1号 国道24号                                                    | 498.0          |    | 瀬田東JCT方面出入口       | 京都府        | 宇治市          |
| 2                                         | 久御山JCT  | E89 第二京阪道路                                                    | 500.0          | -  |                           | 京都府        | 久世郡 久御山町 |
| 7                                         | 久御山IC   | 国道1号（京阪国道） 国道478号（京都第二外環状道路）                 | 501.0          |    | 大山崎JCT方面出入口       | 京都府        | 久世郡 久御山町 |
| 8                                         | 久御山淀IC | 国道478号（京都第二外環状道路） 府道15号宇治淀線 府道81号八幡宇治線 | 503.0          |    |                           | 京都府        | 京都市 伏見区   |
| 33-3                                      | 大山崎IC   | 国道171号                                                           | 505.8          |    |                           | 京都府        | 乙訓郡 大山崎町 |
| 33-3                                      | 大山崎JCT  | E1 名神高速道路 E9 京都縦貫自動車道（京都第二外環状道路）           | 506.4          | -  |                           | 京都府        | 乙訓郡 大山崎町 |
| E9 京都縦貫自動車道（京都第二外環状道路） |            |                                                                     |                |    |                           |               |                 |

### 主なトンネルと橋
- 大平山トンネル（石山IC - 南郷IC）：上り線435 m 下り線377m
- 内畑トンネル（南郷IC - 笠取IC）：上り線632 m 下り線650 m
- 二尾トンネル（南郷IC - 笠取IC） : 上り線343 m 下り線322 m
- 宇治トンネル（笠取IC - 宇治東IC） : 上り線4,303 m 下り線4,313 m
- 宇治川高架橋（宇治東IC - 宇治西IC） : 270 m
- 桂川橋（久御山淀IC - 大山崎JCT/IC）

### トンネルの数
| 区間                    | 上り線 | 下り線 |
| ----------------------- | ------ | ------ |
| 瀬田東JCT/IC - 石山IC   | 0      | 0      |
| 石山IC - 南郷IC         | 1      | 1      |
| 南郷IC - 笠取IC         | 2      | 2      |
| 笠取IC - 宇治東IC       | 1      | 1      |
| 宇治東IC - 大山崎JCT/IC | 0      | 0      |
| 合計                    | 4      | 4      |

### 歴史
- 1988年（昭和63年）8月29日 : 瀬田東IC/JCT - 巨椋IC開通[3]。
- 2003年（平成15年）
  - 3月30日 : 巨椋IC - 久御山JCT開通[4]。料金システムを他のJH（現NEXCO3社）管理高速道路と統一され、南郷本線料金所の廃止[4]。
  - 8月10日 : 久御山JCT - 大山崎JCT開通により、全線開通[5]。
  - 12月24日 : 大山崎IC開通。
- 2013年（平成25年）4月21日 : 大山崎JCTにて京都縦貫自動車道と接続[6]。

### 道路管理者
- NEXCO西日本 関西支社
  - 滋賀高速道路事務所 : (瀬田東IC ～ 笠取IC)
  - 京都高速道路事務所 : (笠取IC ～ 久御山淀IC)

### ハイウェイラジオ
- 石山（石山IC - 南郷IC）
- 宇治トンネル上り（笠取IC - 宇治東IC 宇治トンネル上り線内）
- 宇治トンネル下り（笠取IC - 宇治東IC 宇治トンネル下り線内）

### 車線・最高速度
| 区間               | 車線 上下線=上り線+下り線 | 最高速度 | 備考 |
| ------------------ | ------------------------- | -------- | ---- |
| 瀬田東IC - 石山IC  | 4=2+2                     | 80 km/h  |      |
| 石山IC - 南郷IC    | 4=2+2                     | 80 km/h  | ※1   |
| 南郷IC - 大山崎JCT | 4=2+2                     | 80 km/h  |      |

※1：上り線に登坂車線あり。

### 冬季の通行規制
降雪時には通行止になる場合がある。
24時間体制で除雪作業を行っている名神高速が代替ルートとなるため、京滋バイパスの除雪作業は後回しになることがあり、規制解除に時間がかかる場合がある。

### 交通量
24時間交通量（台）　道路交通センサス
| 区間                      | 平成17（2005）年度 | 平成22（2010）年度 | 平成27（2015）年度 | 令和3（2021）年度 |
| ------------------------- | ------------------ | ------------------ | ------------------ | ----------------- |
| 瀬田東IC/JCT - 石山IC     | 26,774             | 43,802             | 46,706             | 47,508            |
| 石山IC - 南郷IC           | 31,046             | 48,886             | 51,835             | 52,677            |
| 南郷IC - 笠取IC           | 30,379             | 47,815             | 50,614             | 51,226            |
| 笠取IC - 宇治東IC         | 33,689             | 51,653             | 54,751             | 55,476            |
| 宇治東IC - 宇治西IC       | 28,547             | 45,698             | 49,269             | 50,322            |
| 宇治西IC - 巨椋IC         | 29,188             | 48,377             | 54,154             | 48,441            |
| 巨椋IC - 久御山JCT        | 20,588             | 39,625             | 45,974             | 48,441            |
| 久御山JCT - 久御山IC      | 23,121             | 23,672             | 28,670             | 31,899            |
| 久御山IC - 久御山淀IC     | 27,206             | 26,659             | 33,056             | 36,232            |
| 久御山淀IC - 大山崎JCT/IC | 29,136             | 27,147             | 34,569             | 36,633            |

（出典：「平成22年度道路交通センサス」・「平成27年度全国道路・街路交通情勢調査」・「令和3年度全国道路・街路交通情勢調査」（国土交通省ホームページ）より一部データを抜粋して作成）
- 令和2年度に実施予定だった交通量調査は、新型コロナウイルスの影響で延期された[7]。

### 並行する新名神高速道路
名神高速道路に並行して新名神高速道路が計画されている。現在は亀山JCT - 草津JCT、高槻JCT/IC - 神戸JCTが供用されているが、この新名神高速道路の大津JCT - 城陽JCT/ICと八幡京田辺JCT/IC - 高槻JCT/ICの一部が京滋バイパスと並行しているため既にバイパス機能を果たしているとし、建設・供用しても十分な需要が見込めないとした旨の意見書を道路関係四公団民営化推進委員会委員であった猪瀬直樹東京都副知事が当時の小泉純一郎内閣総理大臣に提出したことにより「当面着工しない区間」に指定され建設が凍結されていた。
しかし京滋バイパスは上記のような経緯から名神高速道路より低い道路規格で建設されたため、特に交通集中期や名神集中工事期間において十分にバイパス機能が果たせているとは言えない状況である。
このため2012年に大津JCT - 城陽JCT/ICと八幡京田辺JCT/IC - 高槻JCT/ICの建設凍結が解除され、現在建設中である。

### 補足
京滋バイパスには休憩施設がなく、IC利用車も少ないため、混雑することが少ない（名神高速道路の瀬田東JCT - 大山崎JCTには大津SA・桂川PAの2カ所の休憩施設、京都東IC・京都南ICがある）。しかし、瀬田東JCT・大山崎JCTが名神高速道路に後付けで設置された構造である（特に用地の制約が大きかった大山崎JCTの構造は極めて複雑なものになっており、急なループを通って合流しなければならない瀬田東JCTともどもランプで減速運転が必要となる）がゆえに、交通量が多い時期には名神分岐部・合流部での渋滞が頻繁に発生している。第二京阪道路の開通後は、名神吹田JCTを経由していた車の一部が門真JCT・久御山JCTを経由して京滋バイパスを利用するようになったことから、久御山JCT以東の交通量が増え、瀬田東JCTを先頭とする渋滞が頻繁に発生している。
当路線の宇治トンネルは国道1号の中で最も長い4,313 mであり、トンネル内は宇治東IC、笠取IC手前500 mを除き車線変更禁止である。
なお、大型連休中などは名神高速道路の蝉丸トンネル付近と共に渋滞が頻発する区間でもある。
宇治東ICがハーフICであるため、宇治川東側から京滋バイパスの吹田・大阪方面に流入する場合、宇治西ICまで行かなければならない。そのため、ラッシュ時は宇治東ICと宇治西IC間の一般道路部が渋滞することがある。この一般道路部はVICSリンク未対応区間であるため、渋滞回避予測がしにくい。
久御山JCT付近では、開通前に映画『踊る大捜査線 THE MOVIE 2 レインボーブリッジを封鎖せよ!』の撮影が行われた。